# François Bonaventure Arago
François Bonaventure Arago (nacido el 30 de enero de 1754 en Estagel, muerto el 24 de diciembre de 1814 en Perpiñán) fue un hombre político francés. Es conocido como el padre de los "hermanos Arago".
Salido de una familia de dueños de tierras burgués, es huérfano desde la edad de un año y es educado por su tío. En 1774, resulta bachiller de derecho. El 12 de agosto de 1778, él esposa Marie Roig, con quien tendrá once niños: cinco hijas (de las que tres mueren menores de edad) y seis hijos que se distinguen todos:
- François, (1786 - 1853), un astrónomo, físico y hombre político francés.
- Jean (1788-1836), cajero del taller de las monedas de Perpiñán, después militar que se ilustra en México.
- Jacques (1790 - 1854), un novelista, autor dramático y explorador.
- Victor (1792 - 1867), politécnico, militar.
- Joseph, (1796 - 1860), militar en el ejército mexicano.
- Étienne (1802 - 1892), dramaturgo y hombre #político, alcalde de París en 1870.

Partidario de las ideas de la Revolución francesa, adquiere, después de 1789, una rápida promoción social: resulta alcalde de Estagel (1790), juez de paz del partido de Estagel, miembro del Consejo departamental después del Directorio departamental (1791), mandando la Guardia nacional durante la Guerra franco-española de 1793, presidente del Directorio departamental (1794) después, de 1797 a su muerte, cajero del Taller de las monedas de Perpiñán.